# 西荻窪駅

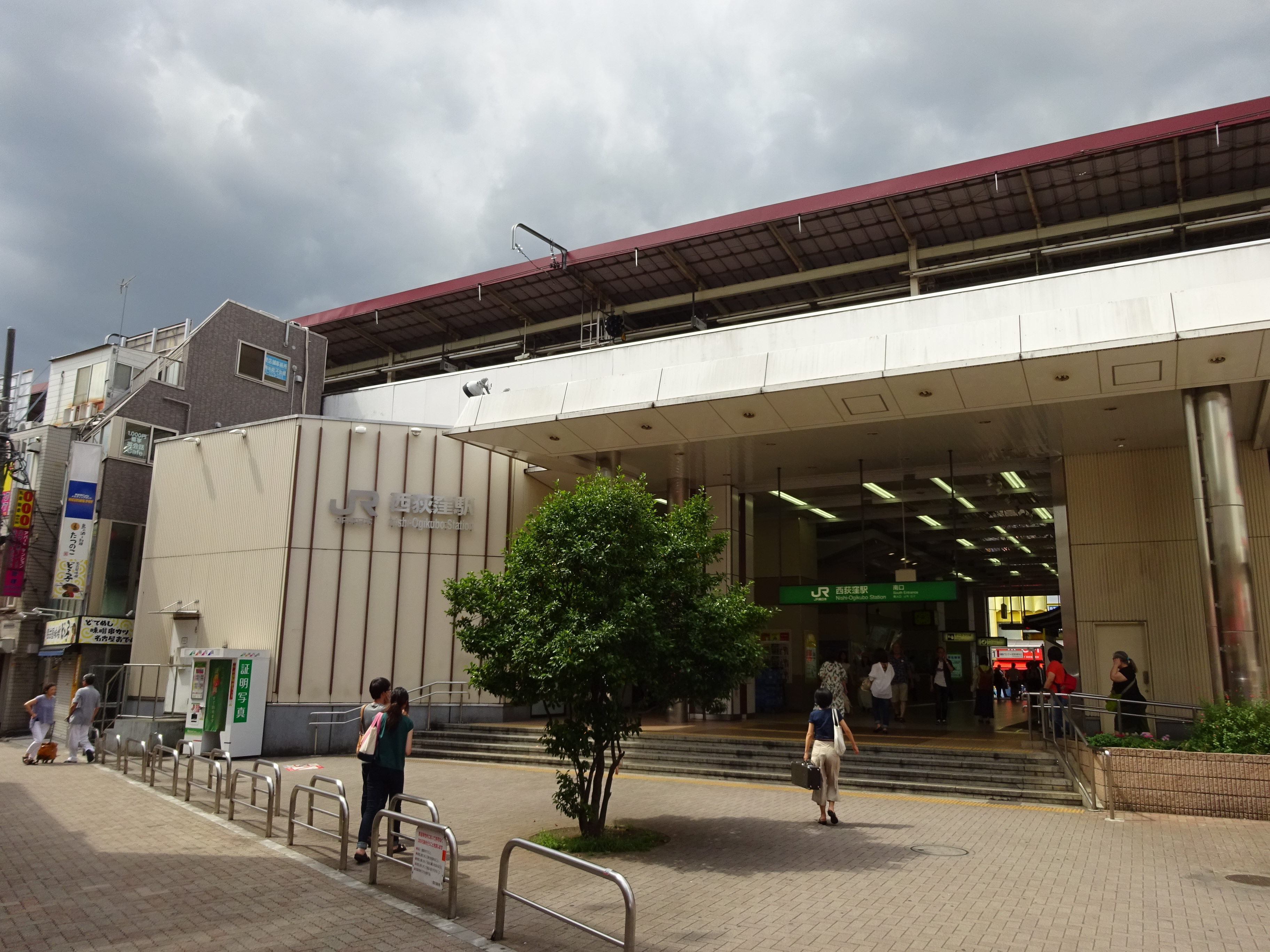
南口（2017年7月）

西荻窪駅（にしおぎくぼえき）は、東京都杉並区西荻南三丁目にある、東日本旅客鉄道（JR東日本）中央本線の駅である。
運転系統としては、急行線を走る中央線快速電車、及び緩行線を走る中央・総武線各駅停車の2系統が停車する。但し、中央線快速電車は平日ダイヤ時のみ停車する（「中央線快速#快速停車駅について」も参照）。駅番号は中央線快速電車がJC 10、中央・総武線各駅停車がJB 03。
杉並区およびJRにおける東京23区最西端の駅。また、中央本線内では特定都区市内制度における「東京都区内」エリアおよび首都圏本部管内の最西端の駅である。「東京都区内」のJR駅では中心駅（運賃計算上の基準駅）である東京駅から最も遠い。

## 歴史
- 1922年（大正11年）7月15日：鉄道省の駅として開設[1]。
  - 当時この地にあった井荻村村長である、内田秀五郎が誘致運動を起こしたと言われる。
- 1949年（昭和24年）6月1日：日本国有鉄道発足[4]。
- 1967年（昭和42年）10月29日：高架化される[5]。
- 1969年（昭和44年）
- 4月1日：荷物扱い廃止[1]。
  - 4月6日：複々線化。
  - 4月8日：中央・総武線（各駅停車）及び営団地下鉄東西線直通電車が荻窪から三鷹まで延長され、当駅にも停車するようになる。
- 1975年（昭和50年）9月29日：快速線ホームにエスカレーターを設置[6]。
- 1987年（昭和62年）4月1日：国鉄分割民営化に伴い、東日本旅客鉄道（JR東日本）の駅となる[1][7]。
- 1994年（平成6年）12月3日：従来の日曜祝休日に加え土曜も快速通過となる。
- 1995年（平成7年）5月31日：緩行線ホームにエスカレーターを設置（これ以前に快速線ホームにはエスカレーターが設置済）[8]。
- 2001年（平成13年）11月18日：ICカード「Suica」の利用が可能となる[広報 1]。
- 2021年（令和3年）：中央線快速ホーム新宿方で、グリーン車導入に伴うホームの延長工事が開始される。
- 2022年（令和4年）3月18日：みどりの窓口の営業を終了[9][2]。

## 駅構造
急行線・緩行線それぞれ島式ホーム1面2線、計2面4線を有する高架駅である。直営駅で、指定席券売機が設置されている。お客さまサポートコールシステムが導入されており、早朝はインターホンによる案内となる。ホーム屋根上の色は赤色である。
高架下に駅ナカ商業施設「Dila西荻窪」が入居していたが、2017年3月19日限りで閉店。同年6月13日に「Daily Table KINOKUNIYA 西荻窪駅店」が入居。
エスカレーター・エレベーター・多機能トイレを併設している。

### のりば
| 番線 | 路線                         | 方向 | 行先                              |
| ---- | ---------------------------- | ---- | --------------------------------- |
| 1    | 中央・総武線（各駅停車）     | 西行 | 三鷹方面                          |
| 2    | 中央・総武線（各駅停車）     | 東行 | 新宿・千葉・ 東京メトロ東西線方面 |
| 3    | 中央線（快速） ※平日のみ停車 | 下り | 立川・八王子・高尾方面            |
| 4    | 中央線（快速） ※平日のみ停車 | 上り | 中野・新宿・東京方面              |

（出典：JR東日本:駅構内図）
- 土・休日は中央線（快速）の全列車が通過するため、3・4番線ホームは閉鎖される。
- 2020年3月14日ダイヤ改正以降、早朝・深夜に設定されていた東京駅発着各停が消滅した[10]。
- JR中央線は、2020年代前半（2021年度以降の向こう5年以内）をめどに快速電車に2階建てグリーン車を2両連結させ12両編成運転を行う。そのため、ホームの12両編成対応の改築工事などが実施され[11][12]、2024年10月12日までに12両編成対応のホームの延伸を完了し、翌日10月13日より快速電車における12両編成の運転が開始された[13]。

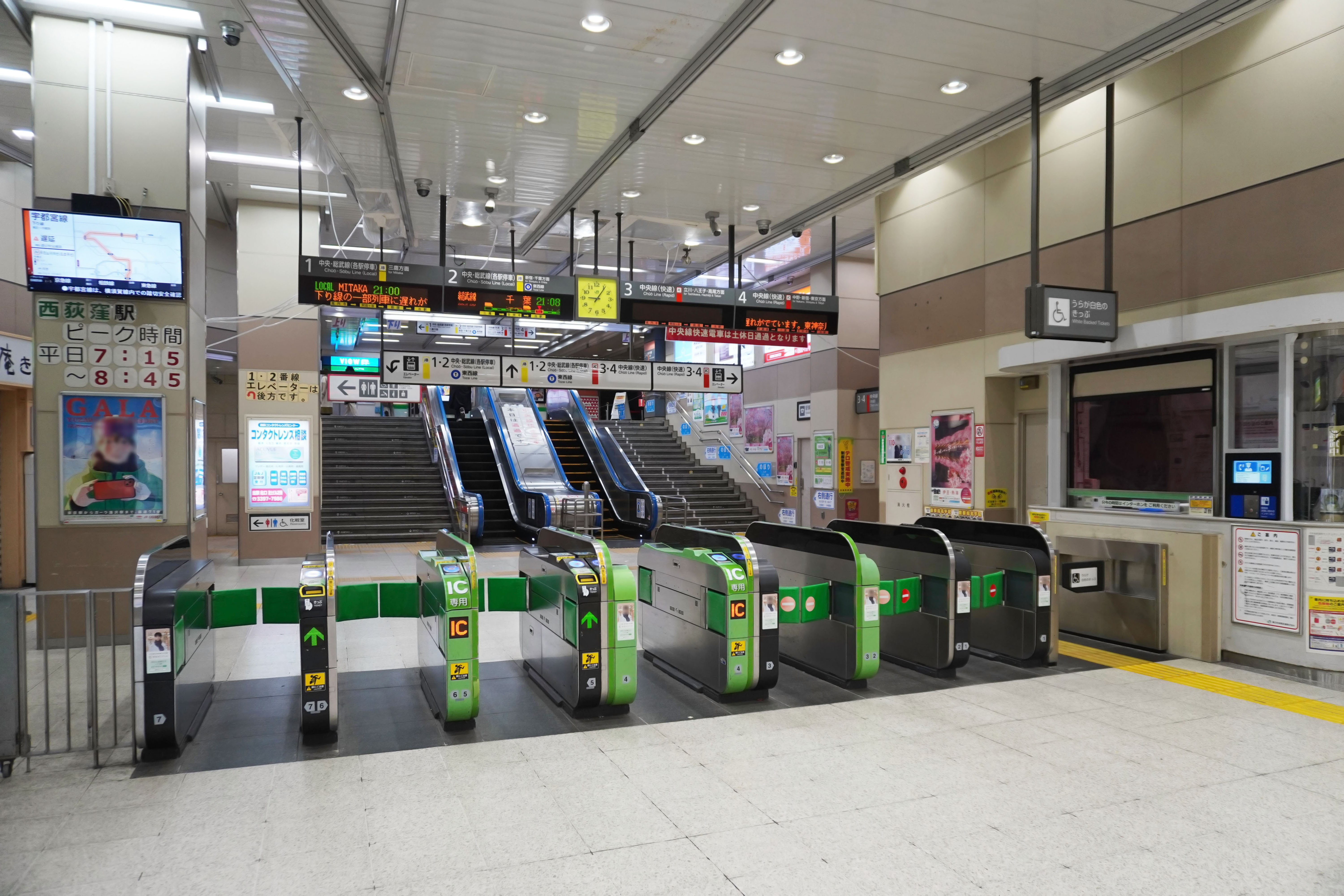
改札口（2024年1月）
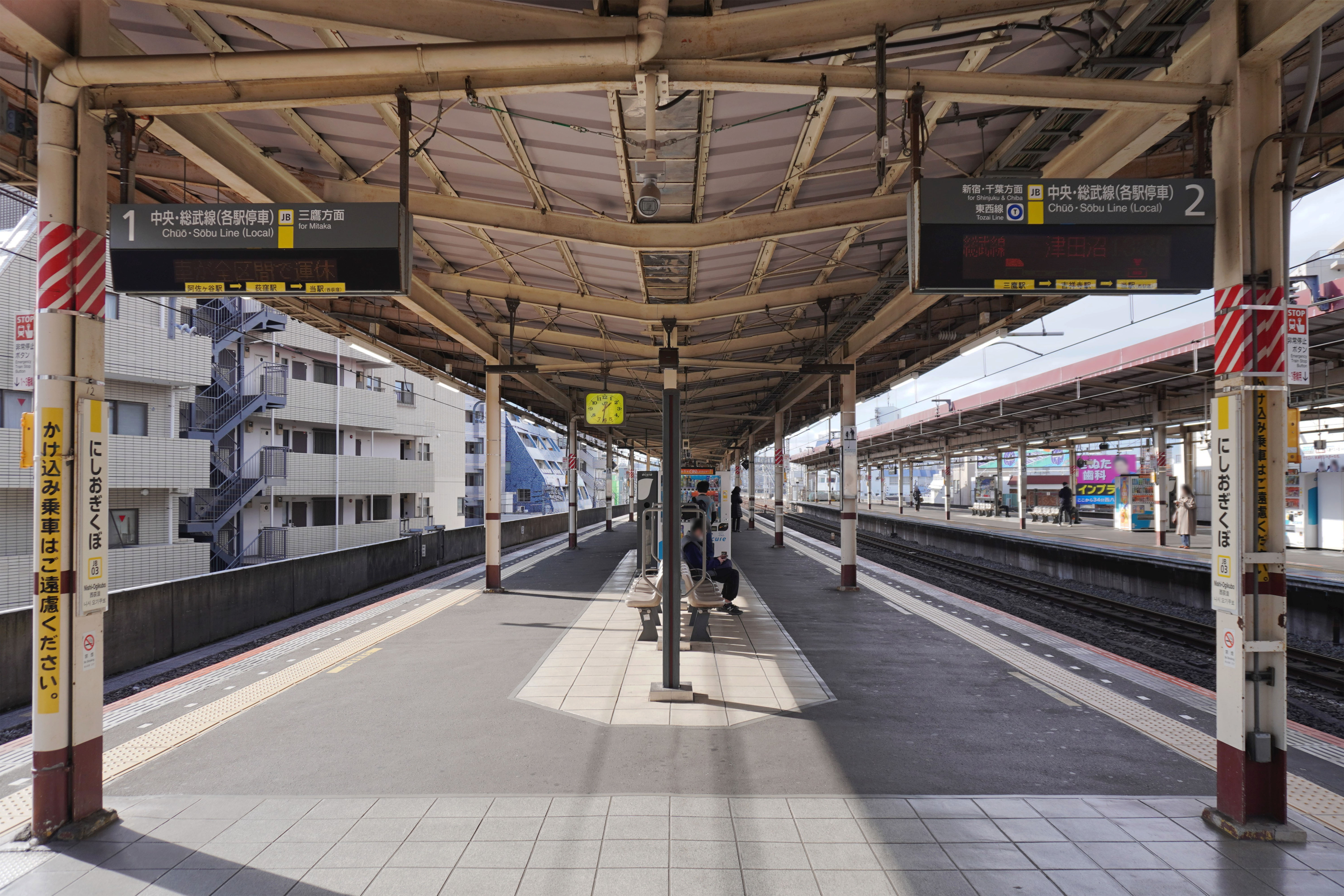
1・2番線ホーム（2024年1月）
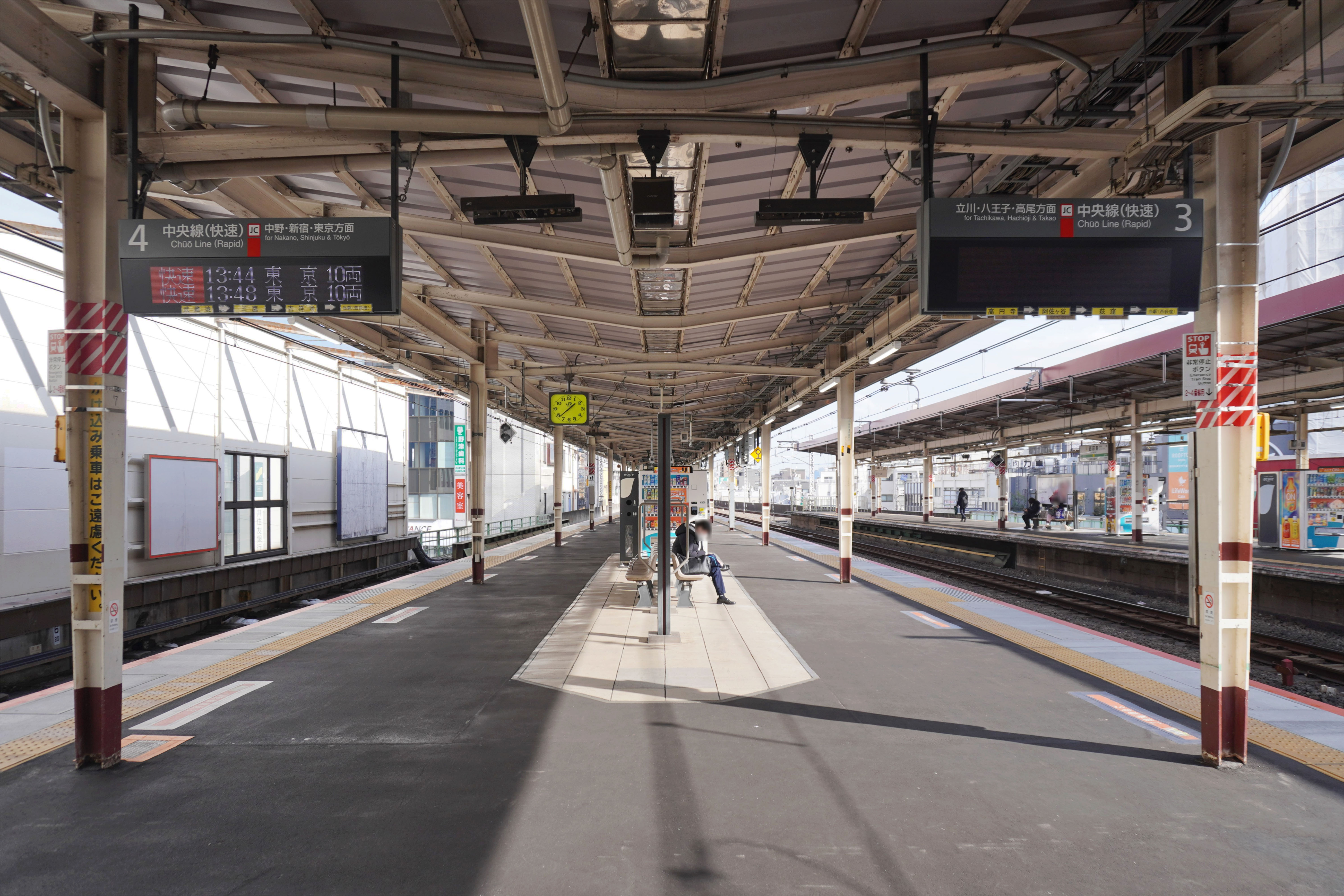
3・4番線ホーム（2024年1月）
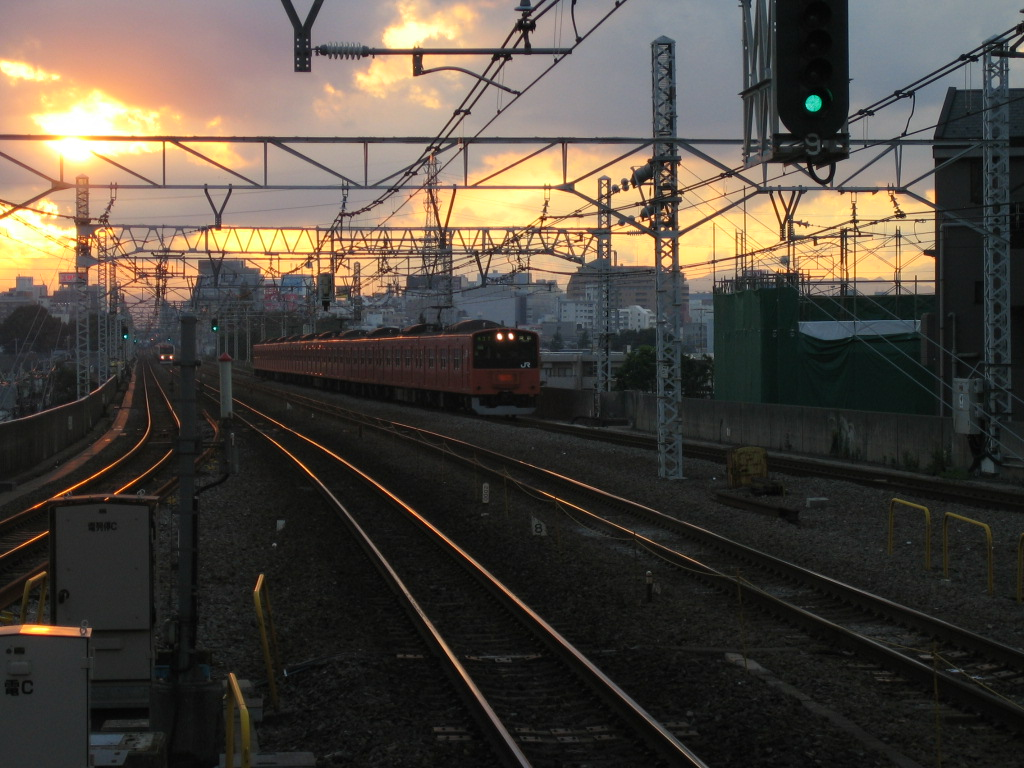
高架複々線上に駅が存在する（2007年9月）

## 利用状況
2023年度（令和5年度）の1日平均乗車人員は41,629人である。JR東日本全体では駒込駅に次いで99位。
1990年度（平成2年度）以降の1日平均乗車人員の推移は以下の通り。
| 年度               | 1日平均 乗車人員 | 出典     |
| ------------------ | ---------------- | -------- |
| 1990年（平成02年） | 45,773           | [ * 1 ]  |
| 1991年（平成03年） | 46,541           | [ * 2 ]  |
| 1992年（平成04年） | 47,047           | [ * 3 ]  |
| 1993年（平成05年） | 46,573           | [ * 4 ]  |
| 1994年（平成06年） | 45,452           | [ * 5 ]  |
| 1995年（平成07年） | 44,536           | [ * 6 ]  |
| 1996年（平成08年） | 44,351           | [ * 7 ]  |
| 1997年（平成09年） | 43,301           | [ * 8 ]  |
| 1998年（平成10年） | 42,022           | [ * 9 ]  |
| 1999年（平成11年） | 41,745           | [ * 10 ] |
| 2000年（平成12年） | 40,680           | [ * 11 ] |
| 2001年（平成13年） | 40,332           | [ * 12 ] |
| 2002年（平成14年） | 39,888           | [ * 13 ] |
| 2003年（平成15年） | 40,206           | [ * 14 ] |
| 2004年（平成16年） | 40,345           | [ * 15 ] |
| 2005年（平成17年） | 40,504           | [ * 16 ] |
| 2006年（平成18年） | 40,620           | [ * 17 ] |
| 2007年（平成19年） | 41,204           | [ * 18 ] |
| 2008年（平成20年） | 41,335           | [ * 19 ] |
| 2009年（平成21年） | 40,695           | [ * 20 ] |
| 2010年（平成22年） | 40,372           | [ * 21 ] |
| 2011年（平成23年） | 40,133           | [ * 22 ] |
| 2012年（平成24年） | 41,101           | [ * 23 ] |
| 2013年（平成25年） | 42,402           | [ * 24 ] |
| 2014年（平成26年） | 42,707           | [ * 25 ] |
| 2015年（平成27年） | 43,919           | [ * 26 ] |
| 2016年（平成28年） | 44,477           | [ * 27 ] |
| 2017年（平成29年） | 45,214           | [ * 28 ] |
| 2018年（平成30年） | 45,778           | [ * 29 ] |
| 2019年（令和元年） | 45,712           | [ * 30 ] |
| 2020年（令和02年） | 33,517           |          |
| 2021年（令和03年） | 36,000           |          |
| 2022年（令和04年） | 39,636           |          |
| 2023年（令和05年） | 41,629           |          |

## 駅周辺
駅周辺は道が狭く、南口は駅前広場も十分とは言えない広さである。しかし、その狭小振りが西荻窪の独特な街の空気を醸成しているとも言える。
アンティークショップや古書店が多い。商店街は駅の北と南に広がるが、北口の方が多種多様な業種の商店街であるのに対し、殆どが飲食店の集積である南口は、商店街と言うよりは飲食店街に近い。南口の全蓋式アーケード街である「仲通街」には大きなピンクのゾウのモニュメントが吊るされている。
新宿方面の高架下には、マイロードと言う商店街がある。

### 北口
- 善福寺公園
  - 善福寺池
- 善福寺川
- 東京女子大学
- 吉祥女子中学校・高等学校
- 杉並高等専修学校
- 杉並区立荻窪中学校
- 杉並区立桃井第三小学校
- 杉並区立井荻小学校
- 東京都水道局 杉並浄水所（井戸水利用の浄水所）
- 杉並リハビリテーション病院（旧西荻中央病院）
- 西荻地域区民センター
- 杉並区立西荻図書館
- コープとうきょう 西荻店
- 警視庁 荻窪警察署
- 東京消防庁 荻窪消防署
- プロムナード荻窪
- 井草八幡宮
- セブン-イレブン西荻窪駅北口店

### 南口
- 五日市街道
- 井ノ頭通り（水道道路）
- 東京都立西高等学校
- 杉並区立神明中学校
- 杉並区立西宮中学校
- 杉並区立高井戸第四小学校
- 杉並区立松庵小学校

## バス路線
すべて関東バス（一部西武バスと共同運行）により運行されている。なお、「荻40」荻窪駅北口行は始発1便を除いてのりばから離れて停車する。また、立教女学院から運行される青梅街道営業所行は「荻40」荻窪駅北口行と同じ場所に停車する。
| のりば | 運行事業者            | 系統・行先                                                      |
| 北口   | 北口                  | 北口                                                            |
| ------ | --------------------- | --------------------------------------------------------------- |
| 0      | 関東バス 「すぎ丸」   | かえで路線：久我山駅                                            |
| 1      | 関東バス              | 西10：吉祥寺駅                                                  |
| 2      | 関東バス              | - 西01：青梅街道営業所 - 西02：上石神井駅                       |
| 2      | - 関東バス - 西武バス | 西03：大泉学園駅                                                |
| 3      | 関東バス              | - 荻40：荻窪駅北口 - 青梅街道営業所                             |
| 4      | 関東バス              | - 西50：井荻駅 / 今川三丁目 - 西51：荻窪駅北口 - 青梅街道営業所 |
| 5      | 関東バス              | 荻40・西20：立教女学院                                          |
| 南口   |                       |                                                                 |
| 7      | 関東バス              | 荻40・西20：立教女学院                                          |

## 隣の駅
東日本旅客鉄道（JR東日本）
 中央線（快速）
■特別快速「ホリデー快速おくたま」・■通勤特快・■中央特快・■青梅特快・■通勤快速（以上は全列車）・■快速（土曜・休日）
通過
■快速（平日、下り高尾方面は「各駅停車」扱い）
荻窪駅 (JC 09) - 西荻窪駅 (JC 10) - 吉祥寺駅 (JC 11)
 中央・総武線（各駅停車）・ 東西線直通
荻窪駅 (JB 04) - 西荻窪駅 (JB 03) - 吉祥寺駅 (JB 02)

### 記事本文

##### 広報資料・プレスリリースなど一次資料
1. ↑  “Suicaご利用可能エリアマップ（2001年11月18日当初）” (PDF).   東日本旅客鉄道. 2019年7月27日時点のオリジナルよりアーカイブ。2020年4月27日閲覧。

### 利用状況
1. ↑  東京都統計年鑑 - 東京都
2. ↑  杉並区統計書 - 杉並区

JR東日本の1999年度以降の乗車人員
1. ↑  各駅の乗車人員（1999年度） - JR東日本
2. ↑  各駅の乗車人員（2000年度） - JR東日本
3. ↑  各駅の乗車人員（2001年度） - JR東日本
4. ↑  各駅の乗車人員（2002年度） - JR東日本
5. ↑  各駅の乗車人員（2003年度） - JR東日本
6. ↑  各駅の乗車人員（2004年度） - JR東日本
7. ↑  各駅の乗車人員（2005年度） - JR東日本
8. ↑  各駅の乗車人員（2006年度） - JR東日本
9. ↑  各駅の乗車人員（2007年度） - JR東日本
10. ↑  各駅の乗車人員（2008年度） - JR東日本
11. ↑  各駅の乗車人員（2009年度） - JR東日本
12. ↑  各駅の乗車人員（2010年度） - JR東日本
13. ↑  各駅の乗車人員（2011年度） - JR東日本
14. ↑  各駅の乗車人員（2012年度） - JR東日本
15. ↑  各駅の乗車人員（2013年度） - JR東日本
16. ↑  各駅の乗車人員（2014年度） - JR東日本
17. ↑  各駅の乗車人員（2015年度） - JR東日本
18. ↑  各駅の乗車人員（2016年度） - JR東日本
19. ↑  各駅の乗車人員（2017年度） - JR東日本
20. ↑  各駅の乗車人員（2018年度） - JR東日本
21. ↑  各駅の乗車人員（2019年度） - JR東日本
22. ↑  各駅の乗車人員（2020年度） - JR東日本
23. ↑  各駅の乗車人員（2021年度） - JR東日本
24. ↑  各駅の乗車人員（2022年度） - JR東日本
25. ↑  各駅の乗車人員（2023年度） - JR東日本

東京都統計年鑑
1. ↑  東京都統計年鑑（平成2年）
2. ↑  東京都統計年鑑（平成3年）
3. ↑  東京都統計年鑑（平成4年）
4. ↑  東京都統計年鑑（平成5年）
5. ↑  東京都統計年鑑（平成6年）
6. ↑  東京都統計年鑑（平成7年）
7. ↑  東京都統計年鑑（平成8年）
8. ↑  東京都統計年鑑（平成9年）
9. ↑  東京都統計年鑑（平成10年） (PDF)
10. ↑  東京都統計年鑑（平成11年） (PDF)
11. ↑  東京都統計年鑑（平成12年）
12. ↑  東京都統計年鑑（平成13年）
13. ↑  東京都統計年鑑（平成14年）
14. ↑  東京都統計年鑑（平成15年）
15. ↑  東京都統計年鑑（平成16年）
16. ↑  東京都統計年鑑（平成17年）
17. ↑  東京都統計年鑑（平成18年）
18. ↑  東京都統計年鑑（平成19年）
19. ↑  東京都統計年鑑（平成20年）
20. ↑  東京都統計年鑑（平成21年）
21. ↑  東京都統計年鑑（平成22年）
22. ↑  東京都統計年鑑（平成23年）
23. ↑  東京都統計年鑑（平成24年）
24. ↑  東京都統計年鑑（平成25年）
25. ↑  東京都統計年鑑（平成26年）
26. ↑  東京都統計年鑑（平成27年）
27. ↑  東京都統計年鑑（平成28年）
28. ↑  東京都統計年鑑（平成29年）
29. ↑  東京都統計年鑑（平成30年）
30. ↑  東京都統計年鑑（平成31年・令和元年）